# Listă de profesori la Colegiul Național Sfântul Sava
Mai jos este o listă de profesori notabili care au predat în Colegiul Național „Sfântul Sava” din București (cunoscut în trecut și ca liceul „Nicolae Bălcescu” sau colegiul „Sfântul Sava”).

## A
- Florian Aaron
- Gheorghe Adamescu
- Grigore Alexandrescu
- Ioan Axente Sever

## B
- Emanoil Bacaloglu
- Iuliu Barasch
- Ioan Bianu
- Dimitrie Bolintineanu
- Constantin N. Brăiloiu
- Harry Brauner

## C
- Dumitru Caracostea
- Luigi Cazzavillan
- Șerban Cioculescu
- N.D. Cocea
- Ilie Constantin
- Adrian Costache
- Gheorghe Costaforu
- Cezar Coșniță
- Bertha Ciupitu

## D
- Frédéric Damé
- Barbu Ștefănescu Delavrancea[necesită citare]
- Scarlat Demetrescu
- Ion Dodu Bălan
- Matei Drăghiceanu
- Vasile Drăguț

## F
- Nicolae Filimon
- Bonifaciu Florescu
- Aaron Florian

## G
- Gala Galaction
- Ion Ghica[necesită citare]
- Alexandru Graur
- Dimitrie Gusti

## H
- Spiru Haret
- Bogdan Petriceicu Hasdeu
- Ion Heliade Rădulescu

## I
- Eugen Ionescu
- Nicolae Iorga
- Ioan Maiorescu

## J
- Eugen Jebeleanu

## K
- Constantin Kirițescu

## L
- August Treboniu Laurian
- Gheorghe Longinescu
- Constantin Lecca
- Nicolae Lungu
- Gheorghe Lăzărescu

## M
- Titu Maiorescu
- Gavriil Munteanu
- George Macovescu
- Simion Mehedinți
- Vintilă M. Mihăilescu
- Grigore Moisil[necesită citare]
- Eftimie Murgu
- Ioan Maftei-Buhăiești

## O
- Alexandru Odobescu
- Alexandru Orăscu
- Andrei Oțetea

## P
- Emil Panaitescu
- Anton Pann
- Vasile Pârvan
- Camil Petrescu
- Alexandru Podoleanu
- Petrache Poenaru
- Eufrosin Poteca

## S
- Gabriel Săndoiu
- Alexandru Sahia
- Alexandru Sihleanu
- Constantin I. Stăncescu

## Ș
- Grigore Ștefănescu
- Sabba Ștefănescu

## T
- Orest Tafrali
- Grigore Tocilescu[necesită citare]

## Z
- Ion Zalomit
- Duiliu Zamfirescu

## W
- Carol Wallenstein de Vella